# Premium Communication
Pour les articles homonymes, voir Premium.
Premium Communication est une entreprise française spécialisée dans l’organisation de conférences.

## Historique et description
Premium Communication est fondée en 2011 par un ancien directeur marketing, Philippe Darbois. Celui-ci est passé par des entreprises telles que Lacoste ou Orange. Habitué à négocier des contrats avec des personnalités sportives, il s’intéresse à ce marché, alors nouveau en France, des conférences, notamment pour des séminaires internes à des entreprises (mais pas uniquement). Depuis, quelques milliers de conférenciers potentiels ont rejoint cette agence. En politique, Luc Ferry et Rama Yade sont parmi ces conférenciers. On y trouve également Jacques Attali, ou encore l’ancien ministre (dans les gouvernements de Jean-Pierre Raffarin) Alain Lambert, ou Hubert Védrine, ainsi que d’autres politiques, économistes, essayistes, journalistes, sportifs et chefs d’entreprise,.
C’est, d’après le journal Le Monde, l’une des principales agences françaises sur ce marché. L’entreprise affirme doubler de taille tous les ans depuis sa création en 2011, compte-tenu de la demande. Le principe des conférences a été popularisé par les conférences TED. Le recours à ces conférenciers dans des séminaires d’entreprises permet d’apporter un regard extérieur sur le contexte économique, et de mettre en exergue telle ou telle tendance, comme l’impact d’une évolution technologique, ou valeur, comme l’esprit d’équipe.
Le choix d’une personnalité politique peut être délicat lorsqu’il s’agit de rassembler les différentes sensibilités au sein d’une organisation. Ainsi, selon le journal Le Monde, début 2019, les trois intervenants de Premium Communication les plus sollicités ne sont pas des personnalités politiques, mais, au moment de cette enquête, l’entraîneur de handball Claude Onesta, le spationaute Jean-François Clervoy, et l’économiste Philippe Dessertine. La société propose un ensemble de personnalités de profils divers. Des personnalités en retrait de la vie politique, mais ayant exercé des fonctions importantes telles que d’anciens Présidents de la République (François Hollande ou Nicolas Sarkozy notamment) ou d’anciens ministres, constituent également des conférenciers recherchés,,.